# Harakmbuts
Els harakmbuts (Arakmbut, Harakmbet) són un dels pobles indígenes del Perú.
Parlen el harakmbut. Es calcula que 2.000 habitants harakmbut viuen a la regió de Madre de Dios a prop de la frontera de Brasil amb la frontera peruana dins la selva amazònica.

## Amarakaeri

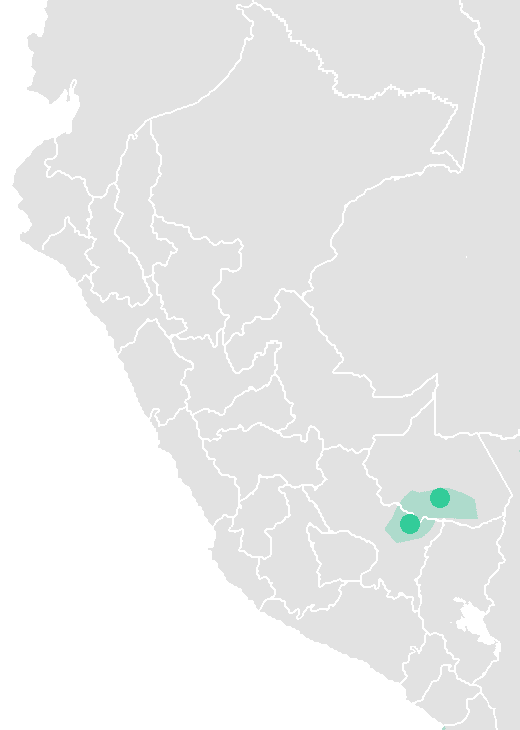
localització dels Harakmbuts

Els amarakaeri també són anomenats Amaracaire o Amarakaire. Altres subgrups de la tribu són els Kochimberi, Küpondirideri, Wíntaperi, Wakitaneri, i Kareneri. El 1987, uns 500 amarakaeri vivien vora els marges dels rius Madre de Dios i Colorado. El pa per fer or és un mitjà de subsistència.

## Huachipaeri
Els huachipaeri també són coneguts com a huachipaire o Wacipaire. Eel 2000 hi havia 310 huachipaeri que vivien a prop dela Madre de Dios i del riu Keros. Subgrups dels Huachipaeri, amb xifres de població del 2000:
- Arasairi, població 20
- Manuquiari, població 50
- Puikiri (Puncuri), població 36-50
- Sapiteri, població 12
- Toyeri, població 10[3]

Tots els subgrups parlen dialectes del huachipaeri.

## Història
Quan els membres de l'Orde dels Dominics van contactar per primera vegada amb els harakmbut el 1940, eren 30.000.

## Notables Harakmbuts
- Q'orianka Kilcher (n. 1990), actriu estatunidenca d'ascendència Huachipaeri i quítxua[4]